# Hot Latin Songs
Billboard Hot Latin Songs este un clasament săptămânal care ține evidența celor mai populare melodii de muzică latină. Enrique Iglesias este cântărețul cu cele mai multe cântece pe locul întâi, 22, timp de 97 de săptămâni.